# Kenmu
Kenmu (japanisch 建武) ist eine japanische Ära (Nengō), die nach dem gregorianischen Kalender zwei voneinander abweichende Zeitspannen umfasst. Die Ära Kenmu beginnt für Nord- und Südhof am gleichen Tag, im März 1334, sie endet jedoch zu verschiedenen Zeiten, für den Nordhof im Oktober 1338. Für den Südhof dauerte die Ära bis April 1336.
Der erste Tag der Kenmu-Ära entspricht dem 5. März 1334, der letzte Tag war für den Nordhof der 10. Oktober 1338, für den Südhof der 10. April 1336. Die Kenmu-Ära dauerte im Nordhof fünf Jahre oder 1681 Tage, im Südhof drei Jahre oder 768 Tage. Die Kenmu-Ära war ausschließlich eine Ära des Nordhofs in der Namboku-chō-Zeit. Mit der Kenmu-Ära beginnt das Schisma zwischen Nord- und Südhof, die fortan getrennte Ärabezeichnungen verwenden. Damit beginnt die Namboku-chō und Muromachi-Zeit.

## Ereignisse
- 1333 Die Kemmu-Restauration beginnt
- 1334 Prinz Moriyoshi wird in Kamakura festgesetzt
- 1336 Kōmyō wird Thronprätendent (Tennō) des Nordhofes
- 1338 Schlacht bei Anogahara (青野原の戦い) zwischen dem Nord- und Südhof in der Provinz Mino
- 1338 Schlacht bei Ishizu (石津の戦い) zwischen dem Nord- und Südhof in der Provinz Izumi
- 1338 Schlacht bei Fujishima (藤島の戦い) zwischen dem Nord- und Südhof in der Provinz Echizen